# 存在証明サービス
存在証明サービス（そんざいしょうめいサービス）とは、任意のWebページが存在した事実を記録するサービスである。それ自体もWebサービスとして提供されている。

## 概要
Webでの発言や情報発信について、それがいつまで残されているかはWebサイト側次第であり、情報の削除・サイト閉鎖などがあれば見られなくなってしまう。一方で、「Webで見た事実」が証拠として必要なことがある。存在証明サービスとはWebページが存在した事実を記録するサービスであり、具体的にはWebで見たページやサービスの内容やそれが存在した日時を、そのURLと一緒に記憶しておくことで後々の事実確認に用いるサービスである。公開された情報に対する論評や、電子商取引、Web文書の法的根拠を主張したい場合などでの利用が想定されている。

## 主な存在証明サービス
主な存在証明サービスには「ウェブ魚拓」や「Webページの存在証明サービス」が挙げられる。後者ではデジタル・タイムスタンプが付随している。
前者はURLとそのページのキャッシュをサービス提供者側が記録・保存してくれるサービスである。他方後者はURLとそのページのキャッシュ、ならびにそれに対応したタイムスタンプのファイルを利用者側にダウンロードする方式である。
その証明の仕方も両者で異なっており、前者ではサービス提供者側で保存されているキャッシュファイル自体を証拠として信用することが基本となっているのに対し、後者では利用者側で保持しているキャッシュとそのタイムスタンプをサービス提供者またはデジタル・タイムスタンプ提供者に送信すれば、それらが一致するかどうかを調べることで存在証明ができる。